# アルバニア正教会
アルバニア正教会（アルバニアせいきょうかい、アルバニア語: Kisha Ortodokse Autoqefale e Shqipërisë）は、正教会で最も新しい独立教会の一つ。20世紀になって創設された。
正教会は一カ国に一つの教会組織を具える事が原則だが（アルバニア正教会以外の例としてはギリシャ正教会、ルーマニア正教会、ロシア正教会、日本正教会など。もちろん例外もある）、これら各国ごとの正教会が異なる教義を信奉している訳では無く、同じ信仰を有している。

## 概説
アルバニア正教会は創立以来、苦難の時期を重ねてきた。当初は奉神礼（典礼）にギリシャ語を用いていたが、アルバニア人やアルバニアの民族主義者から脅威と見なされたのである。アルバニア正教会は第二次世界大戦中に受難し、その後の共産主義体制において、とりわけアルバニアが「無神論国家」を宣言した1967年以降は、民衆が公的であれ私的にであれ、信仰を表明することは許されなくなった。
しかしながら1991年に信仰の自由が復活するとアルバニア正教会も復活を見て、250以上の教会堂が再建もしくは改修され、100名以上の下級聖職者が叙聖（叙任）された。現在は4つの教区が存在する（(1) ティラナとドゥラスおよびエルバサン、(2) ベラトとカニナ、(3) ギロカストラ、(4) コルチャ）。

## 沿革
アルバニアのキリスト教は古い歴史があり、パウロとともにユダヤの伝道者がバルカン半島を訪れた紀元1世紀にまでさかのぼる。

### 独立教会
アルバニアの民族主義者サミ・ベイ・フラシェリは、アルバニア正教の奉神礼から、ギリシャ的な要素を取り除き、アルバニア語を使うように要望を出した。独立教会という発想は、ルーマニアのアルバニア語新聞「光明 Drita 」の中で初めて提案された。アルバニア正教独立教会がようやく1937年4月12日に文人聖職者ファン・ノリによって組織されると、同年中に総主教から承認を得た。

### 共産主義政権下の弾圧

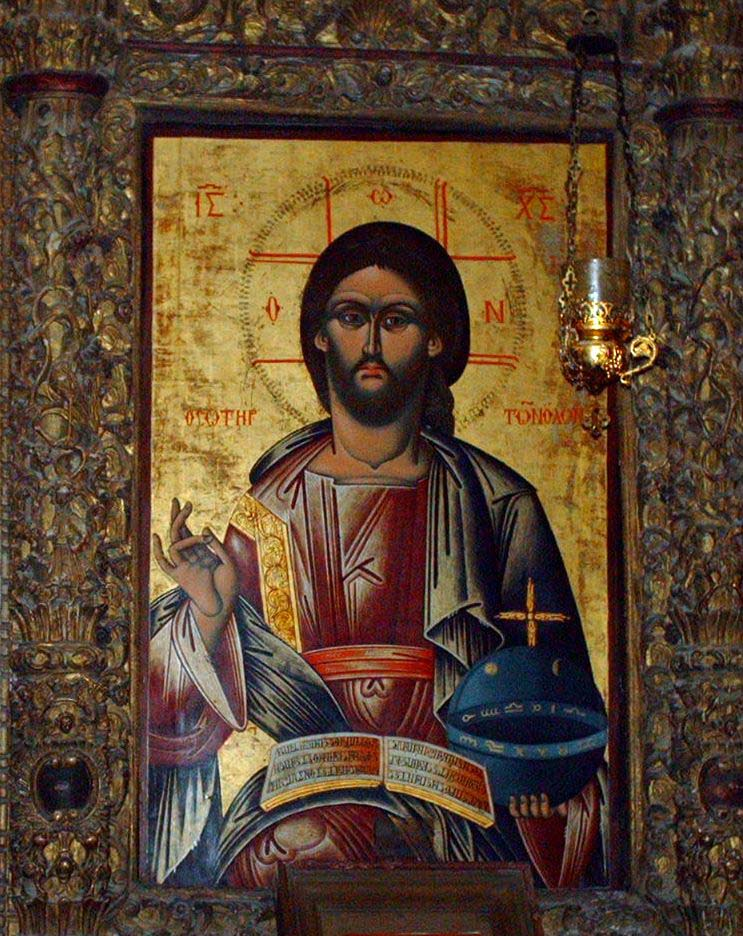
レオボヴァ・エ・クリチトのイコン、ハリストス（キリスト）像（18世紀）

エンヴェル・ホッジャがアルバニア人民共和国の最高指導者として独裁体制を敷くと、教会も国家の統制下に置かれ、大きな受難の時代を迎える。宗教施設が所有していた土地は国家に接収され、学校において宗教教育は禁じられた。1952年には大主教クリストフォルが死体となって発見された。処刑されたのだとする意見が圧倒的である。
1967年にホッジャは中華人民共和国の文化大革命に触発されて、全国の教会とモスクを閉鎖し、世界最初の（そして唯一の）無神国家であるとして無神論を国教のように扱った。あらゆる信仰の表明は、公的にであれ私的にであれ、違法とされた。何百人もの宗教家（司祭やイマーム）が投獄されたり粛清されたりしたのである。

### 復興
共産党政権も末期になると、信仰の自由が回復されたが、健在の司祭は22名しかいなかった。
コンスタンディヌーポリ総主教ヴァルソロメオス1世は、アテネ大学の神学者でメッサニア県アンドロウサ（ギリシャ）名義の主教アナスタシオスをアルバニア正教会の総主教代理に任命した。アナスタシオスは1992年6月24日にティラナ大主教に指名され、同年8月2日に新主教に推戴された。当初はアルバニア共和国から、危険人物の虞のあるギリシャの民族主義者と見做されたものの、アナスタシオスは慈善活動によって尊敬を勝ち得るとともに、今やアルバニア正教会の霊的指導者として承認されるに至った。それでもなお、未だに多くのアルバニア正教の教会は、自国の首座主教にギリシャ人が座っていることを必ずしも快く思ってはいない。
アナスタシオスは、はじめは廃屋になった宿屋で、その後は（ドゥレス港から15キロメートルの町）シェン・ヴラシュの自分の敷地で神学校を開設した。素よりアナスタシオス大主教は、教会の復興は「アルバニア人の」教会の再生でなければならないと訴えていたが、それでもアルバニア正教会にギリシャ正教会の影響は強まったのである。奉神礼に関する書物やその他の文献は、1910年から1940年代にかけてアルバニア語で作成されたが、アナスタシオスが大主教に推戴されてからというもの、アルバニア語の出版物はほとんど出回らなくなり、その一方で正教徒のアルバニア人は、英国内外聖書協会（the British & Foreign Bible Society ）が1879年に出版した新約聖書を依然として用いているという有り様であった。この新約は、欽定訳に基づき方言を使った翻訳だった。たいていのアルバニア人は日常の生活や活動では標準アルバニア語を使っているのにである。現在は、アルバニア聖書協会によって、新訳の聖書が作成されている。
大半の小教区ではアルバニア語が使われているが、多民族が混在してギリシャ語やアルーマニア語が支配的であるような地域では、奉神礼にギリシャ語も使われる。南西部の都市サランダでは、アルバニア語を奉神礼に使うことは認可されない。
1990年代からは正教徒人口の半数がアルバニアを去り、ギリシャやイタリア、北米などに移ったが、司祭職の必要を満たすようなアルバニアの小教区は確定されておらず、専らギリシャの小教区が司祭職に割り当てられている。この新たな民族離散は、アルバニア正教会の未来の首座主教にとって、相変わらず最も厄介な難問として立ちはだかっている。

## 分類
- 正教会（ギリシャ正教、東方正教会） — 正教会の洗礼・聖体機密（聖体礼儀）を含む機密（秘蹟）は全ての正教会で有効。「ルーマニア正教会」「ロシア正教会」は組織名であり、一組織を信仰するかのような「ロシア正教を信仰する」「グルジア正教を信仰する」といった表現は誤りである。
  - 独立正教会（一部からの承認のみのものを含む）
    - アメリカ正教会
    - アルバニア正教会
    - アレクサンドリア教会（アレクサンドリア総主教庁）
    - アンティオキア教会（アンティオキア総主教庁）
    - ウクライナ正教会 (2018年設立)
    - エルサレム教会（エルサレム総主教庁）
    - キプロス正教会
    - ギリシャ正教会
    - グルジア正教会
    - コンスタンティヌーポリ教会（コンスタンティヌーポリ全地総主教庁）
    - セルビア正教会
    - チェコスロバキア正教会
    - ブルガリア正教会
    - ポーランド正教会
    - マケドニア正教会　一部のみその地位を承認。
    - ルーマニア正教会
    - ロシア正教会

  - 自治正教会（一部の承認のものも含む）
    - エストニア使徒正教会 — 一部のみその地位を承認。承認していない教会からは一教区扱い。
    - シナイ正教会
    - 正統オフリド大主教区 — 一部のみその地位を承認。承認していない教会からは一教区扱い。
    - 中国正教会 — 一部のみその地位を承認。承認していない教会からは一教区扱い。
    - 日本ハリストス正教会 — 一部のみその地位を承認。承認していない教会からは一教区扱い。
    - フィンランド正教会

  - 自主管理教会
    - アンティオキア正教会北米大主教区
    - ウクライナ正教会 (モスクワ総主教庁系)
    - エストニア正教会 — ロシア正教会の自主管理教会。
    - 在外ロシア正教会
    - モルドバ正教会
    - ラトビア正教会
    - 他